# Beg For Mercy
Beg for Mercy prvi je studijski album američke rap skupine G-Unit pušten u prodaju 14. studenog 2003. godine.
Tony Yayo je sudjelovo na samo 2 pjesme, jer je za vrijeme snimanja albuma služio zatvorsku kaznu zbog posjedovanja vatrenog oružja bez dozvole. Jedini gost na albumu je R&B pjevač, Joe.
Prodano je preko 2,5 milijuna primjeraka u SADu, a po čitavom svijetu više 4 milijuna primjeraka.

## Singli
| #  | Title                   | Producer(s)                | Featured Guest(s) | Time |
| -- | ----------------------- | -------------------------- | ----------------- | ---- |
| 1  | "G-Unit '03"            | Hi-Tek                     |                   | 3:29 |
| 2  | "Poppin' Them Thangs"   | Dr. Dre & Scott Storch     |                   | 4:01 |
| 3  | "My Buddy "             | Thayod Ausar               |                   | 3:44 |
| 4  | "I'm So Hood"           | DJ Twins, Eminem & Resto   |                   | 2:26 |
| 5  | "Stunt 101"             | Mr. Porter                 |                   | 3:52 |
| 6  | "Wanna Get To Know You" | Red Spyda                  | Joe               | 4:25 |
| 7  | "Groupie Love"          | Dirty Swift                |                   | 4:14 |
| 8  | "Betta Ask Somebody"    | Fusion Unltd. & Jake One   |                   | 3:53 |
| 9  | "Footprints"            | Nottz                      |                   | 4:21 |
| 10 | "Eye for Eye"           | Hi-Tek                     |                   | 3:56 |
| 11 | "Smile"                 | No I.D.                    |                   | 3:38 |
| 12 | "Baby You Got"          | Megahertz                  |                   | 4:04 |
| 13 | "Salute U"              | 7th EMP                    |                   | 3:00 |
| 14 | "Beg for Mercy"         | Black Jeruz & Sha Money XL |                   | 2:39 |
| 15 | "G'd Up"                | Dr. Dre & Scott Storch     |                   | 4:47 |
| 16 | "Lay You Down"          | DJ Khalil                  |                   | 4:03 |
| 17 | "Gangsta Shit"          | Needlz                     |                   | 4:12 |
| 18 | "I Smell Pussy"         | Sam Sneed                  |                   | 4:00 |